# Alfredo Hoyos Mazuera
Alfredo Hoyos Mazuera (Pereira, 17 de mayo de 1946-Pereira, 14 de diciembre de 2020) fue un empresario colombiano, reconocido por haber sido el fundador de la cadena de restaurantes Frisby. En noviembre de 2020 recibió el Premio Vida y Obra Empresarial otorgado por la revista Portafolio.

## Biografía

Logotipo de Frisby, empresa fundada por Alfredo Hoyos Mazuera

Hoyos Mazuera nació en la ciudad de Pereira en 1946, hijo del empresario avícola Alfredo Hoyos Mejía y de Fantina Mazuera. Desde su juventud se interesó por el mundo de los negocios y en 1977, tras participar en la creación de varias empresas y ayudado por su esposa Liliana Restrepo, fundó una pizzería en su ciudad natal llamada Frisby, logrando repercusión ante la novedad de su producto. Para dar variedad a su oferta gastronómica, Mazuera decidió implementar el pollo frito a su menú luego de un viaje a los Estados Unidos, donde pudo experimentar el auge de restaurantes como KFC. Allí adquirió una freidora especial y la implementó en su restaurante. Esta receta de pollo frito se convirtió en un éxito en Pereira y ganó popularidad en otras ciudades cercanas como Manizales y Armenia, extendiéndose a las ciudades principales de Colombia a finales de la década de 1990.
La cadena logró consolidarse hasta hacer presencia en más de cincuenta ciudades de Colombia, con cerca de 270 locales en funcionamiento. Funcionando como una sociedad financiera, actualmente posee la franquicia de las marcas Sarku Japan y Cinnabon en Colombia. Hoyos además estuvo vinculado a empresas del sector avícola como Impavicol, Avícola del Pacífico, Procodes y Avinco, entre otras. El 26 de noviembre de 2020 fue galardonado con el Premio Vida y Obra Empresarial por la revista Portafolio.

### Fallecimiento
El empresario falleció el 14 de diciembre de 2020 en su finca en Pereira a los setenta y cuatro años, luego de luchar durante varios años contra una enfermedad. La noticia fue confirmada en las redes sociales por la Gobernación del departamento de Risaralda: "Hoy Risaralda, el país y el mundo lamentan la partida de un hombre ejemplo de emprendimiento e innovación empresarial y un defensor de la educación con calidad como herramienta de transformación social".